# Alte Verbindungsbahn Leipzig

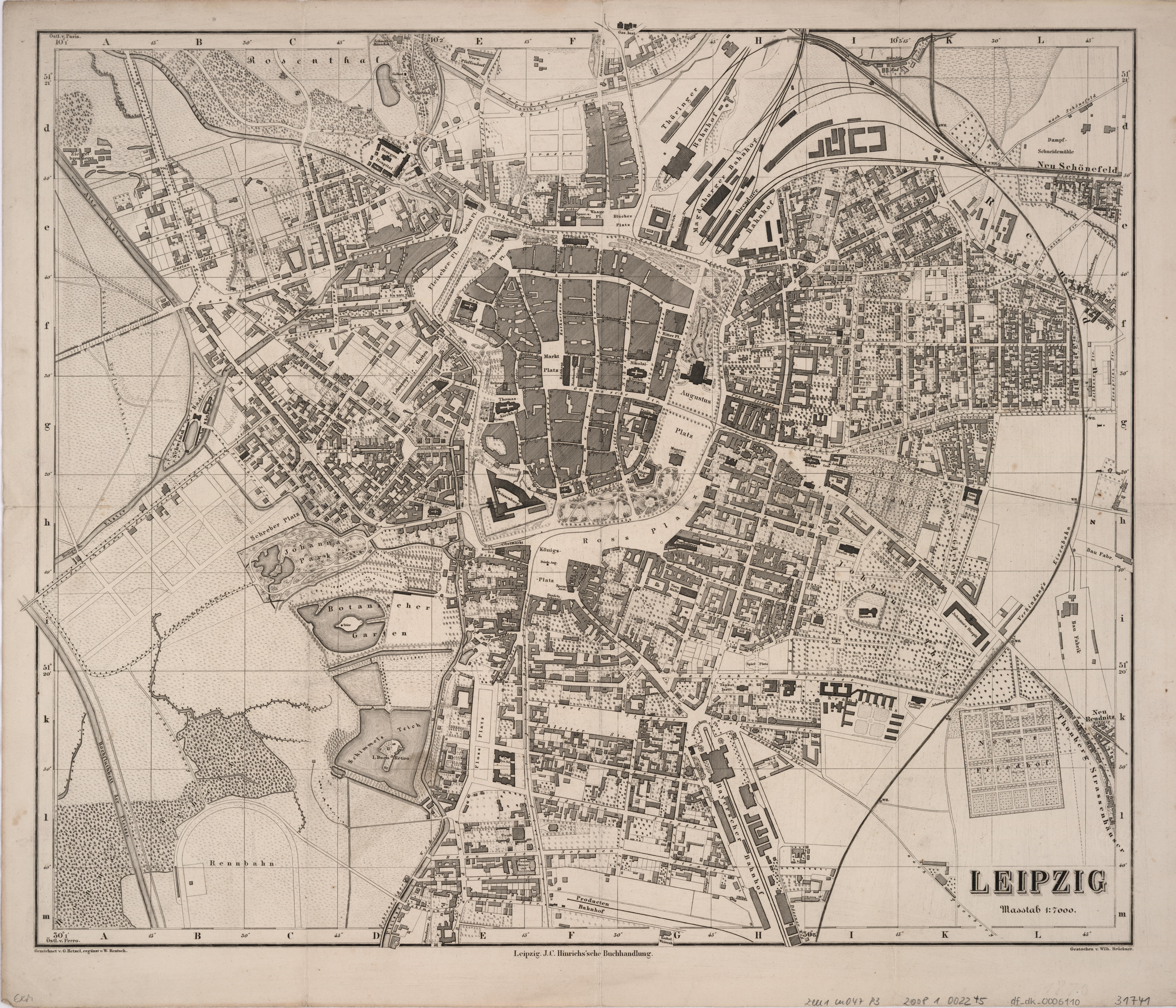
Leipzig 1871. Alte Verbindungsbahn Leipzig syns till höger i kartan.

Alte Verbindungsbahn Leipzig var en cirka 5 kilometer lång enkelspårig järnväg i Leipzig, ursprungligen endast för godstrafik, som band ihop Bayerischer Bahnhof i söder  med Dresdner Bahnhof, senare även med Magdeburger Bahnhof, Thüringer Bahnhof och Berliner Bahnhof, stationer i norra delen av staden.

## Historia
Järnvägen byggdes av Kungliga Sachsiska Statsbanorna och togs i drift 20 juli 1851. Även om sträckan ursprungligen var tänkt för godstrafik började järnvägsbolagen använda linjen 1859 för att köra persontåg som körde mellan stationerna. Ett exempel är persontåg från Berlin som gick vidare från Berliner Bahnhof till Bayerischer Bahnhof och använde den sistnämnda stationen som ändstation.
1870 hade trafiken på sträckan ökat så mycket att det var kapacitetsbrist. Leipzig växte och det bidrog till många nya plankorsningar som ansågs farliga. Därför påbörjades 1873 planering för en ny järnväg som kunde fungera som förbindelsejärnväg mellan stadens stationer. Alte Verbindungsbahn Leipzig stängdes för trafik 20 augusti 1878 när den nya förbindelsejärnvägen togs i bruk.